# Aafrah
Aafrah este un munte din estul Libanului. Are o altitudine de 1645 de metri.